# 94 de Waterloo
Die 94 de Waterloo (englisch Waterloo 94) waren eine kanadische Eishockeymannschaft aus Waterloo, Québec. Das Team spielte in der Saison 1996/97 in der Québec Semi-Pro Hockey League.

## Geschichte
Das 94 de Waterloo wurden 1996 als Franchise der Québec Semi-Pro Hockey League gegründet. In dieser waren sie eines der 13 Gründungsmitglieder. In ihrer einzigen Spielzeit, der Saison 1996/97, belegte die Mannschaft den zweiten Rang der Central-Division. Mit 16 Siegen und 34 Punkten bei 36 Spielen wies das Team dabei eine negative Bilanz auf. Daraufhin wurde das Franchise nach Granby, Québec, umgesiedelt, wo es unter dem Namen Blitz de Granby die kanadische Junioren-Profimannschaft der Prédateurs de Granby aus der QMJHL nach ihrer Umsiedlung ersetzte. Von 2002 bis 2004 spielte das Team auch unter dem Namen Prédateurs de Granby in der QSPHL.

## Team-Rekorde

### Karriererekorde
Spiele: 34  Ghyslain Provencher,  Martin Duval
Tore: 24  Martin Duval
Assists: 35  Ghyslain Provencher
Punkte: 51  Martin Duval
Strafminuten: 95  Jimmy Dostie